# Хило
Хило (на английски: Hilo) е град на остров Хавай, част от Хавайските острови, САЩ. Хило е административен център на острова. Броят на жителите му е 43 263 души (2010 г.), а гъстотата е 321,9/km².

## Образование
В Хило се намира Хавайският университет.

## Икономика
Най-големият отрасъл в Хило е туризмът и хотелиерството.